# محمد حازم
محمد حازم هو لاعب كرة قدم مصري سابق، لعب لنادي الإسماعيلي. فاز محمد بلقب هدّاف الدوري المصري الممتاز مرتين، في موسمي 1984–85 و1985–86 بإحرازه 11 هدفًا في الموسمين.